# 32442 Heejaelee
32442 Heejaelee è un asteroide della fascia principale. Scoperto nel 2000, presenta un'orbita caratterizzata da un semiasse maggiore pari a 3,145853 UA e da un'eccentricità di 0,113199, inclinata di 16,075608° rispetto all'eclittica. Ha un diametro di 15,745 km.